# Sainte-Anne (Loir i Cher)
Sainte-Anne és un municipi francès, situat al departament del Loir i Cher i a la regió de Centre – Vall del Loira. L'any 2007 tenia 365 habitants.

## Demografia

### Població
El 2007 la població de fet de Sainte-Anne era de 365 persones. Hi havia 130 famílies, de les quals 21 eren unipersonals (13 homes vivint sols i 8 dones vivint soles), 46 parelles sense fills i 63 parelles amb fills.
La població ha evolucionat segons el següent gràfic:
Habitants censats

### Habitatges
El 2007 hi havia 133 habitatges, 131 eren l'habitatge principal de la família, 1 era una segona residència i 1 estava desocupat. Tots els 132 habitatges eren cases. Dels 131 habitatges principals, 118 estaven ocupats pels seus propietaris i 13 estaven llogats i ocupats pels llogaters; 2 tenien una cambra, 3 en tenien dues, 9 en tenien tres, 37 en tenien quatre i 80 en tenien cinc o més. 117 habitatges disposaven pel capbaix d'una plaça de pàrquing. A 44 habitatges hi havia un automòbil i a 84 n'hi havia dos o més.

### Piràmide de població
La piràmide de població per edats i sexe el 2009 era:
| Homes | Edats   | Dones |
| ----- | ------- | ----- |
| 0     | 95 o +  | 4     |
| 0     | 90 a 94 | 0     |
| 0     | 85 a 89 | 0     |
| 0     | 80 a 84 | 0     |
| 0     | 75 a 79 | 4     |
| 12    | 70 a 74 | 4     |
| 4     | 65 a 69 | 0     |
| 12    | 60 a 64 | 4     |
| 4     | 55 a 59 | 4     |
| 20    | 50 a 54 | 8     |
| 16    | 45 a 49 | 28    |
| 12    | 40 a 44 | 12    |
| 12    | 35 a 39 | 8     |
| 8     | 30 a 34 | 12    |
| 4     | 25 a 29 | 4     |
| 4     | 20 a 24 | 4     |
| 12    | 15 a 19 | 0     |
| 16    | 10 a 14 | 4     |
| 20    | 5 a 9   | 8     |
| 4     | 0 a 4   | 16    |

## Economia
El 2007 la població en edat de treballar era de 239 persones, 184 eren actives i 55 eren inactives. De les 184 persones actives 178 estaven ocupades (93 homes i 85 dones) i 6 estaven aturades (2 homes i 4 dones). De les 55 persones inactives 15 estaven jubilades, 24 estaven estudiant i 16 estaven classificades com a «altres inactius».

### Ingressos
El 2009 a Sainte-Anne hi havia 132 unitats fiscals que integraven 386,5 persones, la mediana anual d'ingressos fiscals per persona era de 20.636 €.

### Activitats econòmiques
Dels 8 establiments que hi havia el 2007, 4 eren d'empreses de construcció, 1 d'una empresa immobiliària, 1 d'una empresa de serveis, 1 d'una entitat de l'administració pública i 1 d'una empresa classificada com a «altres activitats de serveis».
Dels 3 establiments de servei als particulars que hi havia el 2009, 1 era un paleta, 1 guixaire pintor i 1 fusteria.
L'any 2000 a Sainte-Anne hi havia 5 explotacions agrícoles que ocupaven un total de 605 hectàrees.

## Poblacions properes
El següent diagrama mostra les poblacions més properes.